# Hurdsfield
Hurdsfield é uma cidade localizada no estado norte-americano de Dacota do Norte, no Condado de Wells.

## Demografia
Segundo o censo norte-americano de 2000, a sua população era de 91 habitantes.
Em 2006, foi estimada uma população de 81, um decréscimo de 10 (-11.0%).

## Geografia
De acordo com o United States Census Bureau tem uma área de
0,7 km², dos quais 0,7 km² cobertos por terra e 0,0 km² cobertos por água.

## Localidades na vizinhança
O diagrama seguinte representa as localidades num raio de 36 km ao redor de Hurdsfield.